# 周克芹
周 克芹（しゅう こくきん、1937年 - 1990年8月5日）は、中華人民共和国の小説家。代表作に小説『許茂和他的女児們』。

## 略歴
1937年、四川省簡陽県の農村に生まれた。
1958年、成都農業技術学校卒業。
1959年、彼は作品を発表し始めた。
1963年、処女短篇小説『井台上』を発表。
1978年、中国共産党に入党。
1979年、四川省文聯の専門作家。同年、長篇小説『許茂和他的女児們』を発表。1982年に同作品で中国文学の最高権威茅盾文学賞を受賞している。
1980年、中国作家協会に入会。
1985年、四川省作協党組成員に当選。
1990年、四川省作協党組副書記、常務副主席、兼任『現代作家』文学月刊の主編輯。
1990年8月5日、周克芹は病気で四川省成都市に没した。

## 代表作
- 『許茂和他的女児們』（日本語版『許茂と彼の娘たち』）

## 受賞
1980年、『勿忘草』、全国優秀短篇小説賞
1981年、『山月不知心裏事』、全国優秀短篇小説賞
1982年、『許茂和他的女児們』、茅盾文学賞